# Линдхольц, Андреа
Андреа Линдхольц (нем. Andrea Lindholz; род. 25 сентября 1970, Бонн) — немецкий адвокат и политический деятель. Член «Христианско-социального союза» (ХСС). Заместитель председателя бундестага от блока ХДС/ХСС с 25 марта 2025 года. Член бундестага от Ашаффенбург с 2013 года.

## Биография
Родилась 25 сентября 1970 года в Бонне.
В 1991 году окончила гимназию имени Ханнса Зайделя в Хёсбахе.
С 1991 по 1994 год изучала право в Университете имени Иоганна Вольфганга Гёте во Франкфурте-на-Майне, с 1994 по 1995 год — в Университете имени Юлиуса и Максимилиана в Вюрцбурге. В 1995 году сдала первый юридический госэкзамен с получением степени дипломированного юриста (Dipl.-Jur.).
Проходила практику в Земельном суде Ашаффенбурга и Административном суде Вюрцбурга. После прохождения практики в 1999 году сдала второй юридический госэкзамен.
С 2000 года — самозанятый юрист, специализирующийся на семейном и наследственном праве, в Ашаффенбурге. С 2007 года — адвокат-специалист (Fachanwalt) по семейному праву.

## Политическая карьера
С 1999 по 2003 год — председатель отделения Молодёжного союза (JU) в Гольдбахе и Хёсбахе.
С 1998 года — член отделения «Христианско-социального союза» (ХСС) в Гольдбахе.
С 1999 по 2005 год — член районного правления ХСС в районе Ашаффенбург. С 2005 по 2019 год — заместитель председателя отделения ХСС в районе Ашаффенбург. С 2019 года — председатель отделения ХСС в районе Ашаффенбург. С 2003 года — член окружного правления ХСС. 
С 2009 по 2011 год — член земельного правления Женского Союза, выступающего за права женщин и их участие в политике.
В 2002—2014 годах — член муниципального совета в Гольдбахе. С 2002 года — член совета района Ашаффенбург. С мая 2008 по май 2014 года — первый заместитель ландрата (главы местного управления района). С 2020 года — член собрания Ассоциации больницы Ашаффенбург-Альценау.
По результатам парламентских выборов 2013 года впервые избрана членом бундестага 18-го созыва от Баварии в избирательном округе № 246 (город и район Ашаффенбург), сменив Норберта Гайса. Была членом Комитета по внутренним делам, членом 1-й Комитета по расследованию по «делу АНБ», членом Комитета по делам Европейского Союза и заместителем члена Комитета по культуре и СМИ.
Является членом Комитета по контролю над деятельностью спецслужб (PKGr). Является заместителем председателя фракции ХДС/ХСС по правовым вопросам, внутренним делам и делам отечества, изгнанных, репатриантов и немецких меньшинств.
После парламентских выборов 2025 года избрана 25 марта заместителем председателя бундестага.

## Личная жизнь
Замужем, имеет одного ребёнка. Католичка.